# 得子口溪

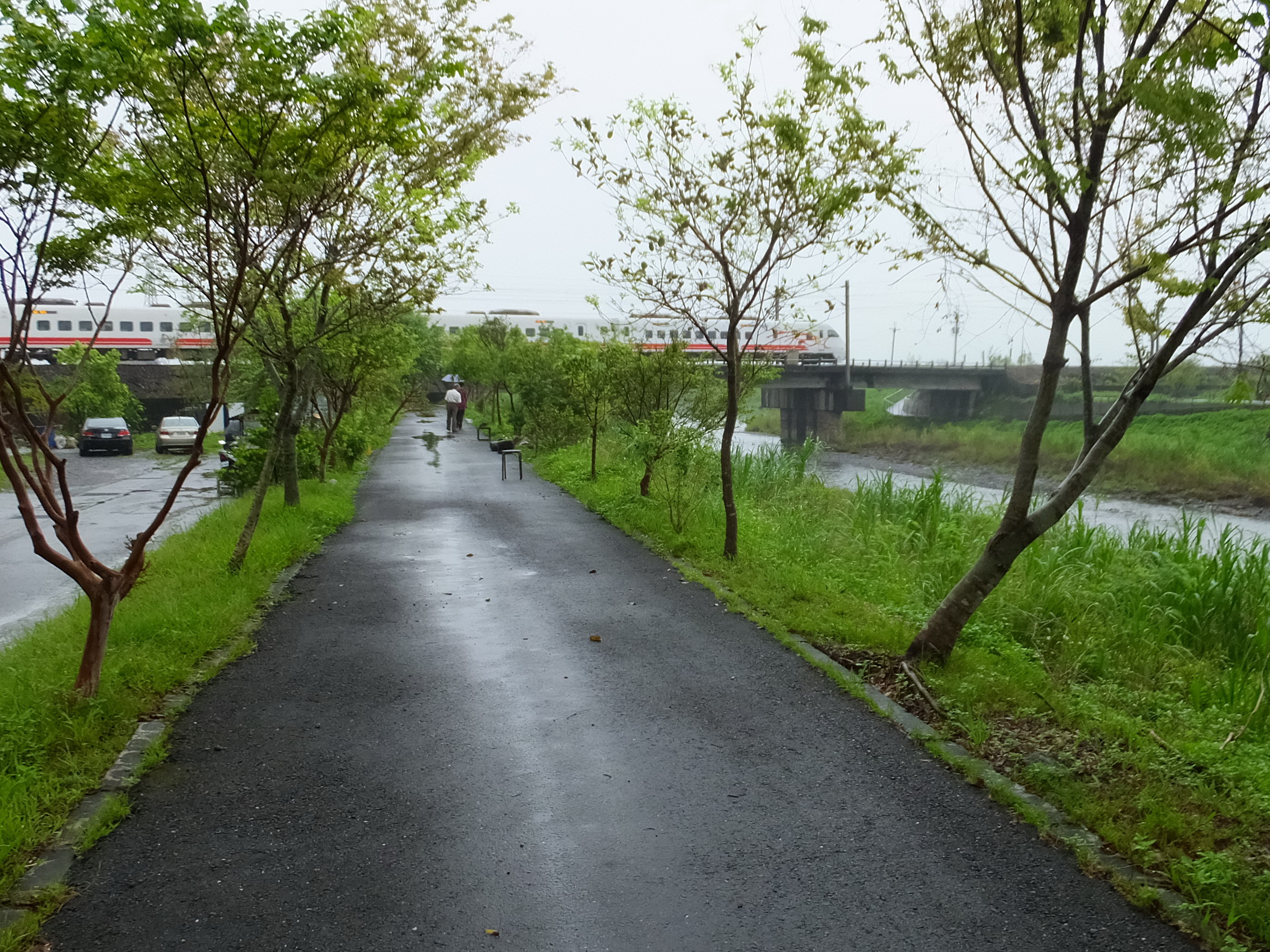
得子口溪鐵路橋：下七結橋

得子口溪是位於宜蘭縣北部的河流。起源自雪山山脈烘爐地山，匯流福德坑溪、金面溪、林尾溪、武暖大排、湯圍溪、十一股溪、武營溪與猴洞坑溪等支流，流經宜蘭縣礁溪鄉、壯圍鄉與頭城鎮，中游部份被稱作二龍河，下游則稱為頭城河或竹安河，在頭城鎮打馬煙出海匯入太平洋。
歷史上因河道變遷，得子口溪經常被蘭陽溪與宜蘭河等河流搶水或襲奪。在過去水利建設未發達的時候，這樣的情形毎到大雨洪水即時常發生。今日因水利建設而使各河安於現今河道。
除了五峰旗瀑布、月眉坑瀑布、金面瀑布、新峰瀑布、猴硐瀑布與金盈瀑布（大佛谷瀑布）等諸多瀑布之外，沿著得子口溪溪谷建造的林美石磐步道亦是宜蘭著名觀光景點。出海口是賞鳥者賞鳥的去處，沿途的礁溪溫泉是宜蘭著名的溫泉景點。

## 水系主要河川
以下由下游至源頭列出水系主要河川，其中粗體字為主流河道。
- 頭城河：宜蘭縣頭城鎮、礁溪鄉、壯圍鄉
  - 福德坑溪：頭城鎮
    - 金面溪
    - 武營溪

  - 下埔排水線：頭城鎮、礁溪鄉
    - 湯圍溪（湯圍排水線）：頭城鎮、礁溪鄉
      - 十一股溪：礁溪鄉

    - 猴洞坑溪：頭城鎮、礁溪鄉

  - 十三股排水溝：頭城鎮、礁溪鄉、壯圍鄉
  - 二龍河：礁溪鄉、壯圍鄉
    - 港仔尾港：礁溪鄉、壯圍鄉
      - 武暖大排：礁溪鄉、壯圍鄉
      - 黃德記大排：礁溪鄉

    - 得子口溪：礁溪鄉
      - 林尾溪

## 參照
- 台灣河流列表
- 礁溪溫泉
- 五峰旗瀑布
- 月眉坑瀑布
- 金面瀑布
- 新峰瀑布
- 猴硐瀑布
- 金盈瀑布（大佛谷瀑布）

## 外部連結
- 讓我們看河去(縣市管河川)-- 得子口溪
- 張政亮，游移於蘭陽平原上的蟠龍：從平原特性談宜蘭河河道的變遷(pdf)
- 宜蘭的河川與河口溼地